# Discomycète

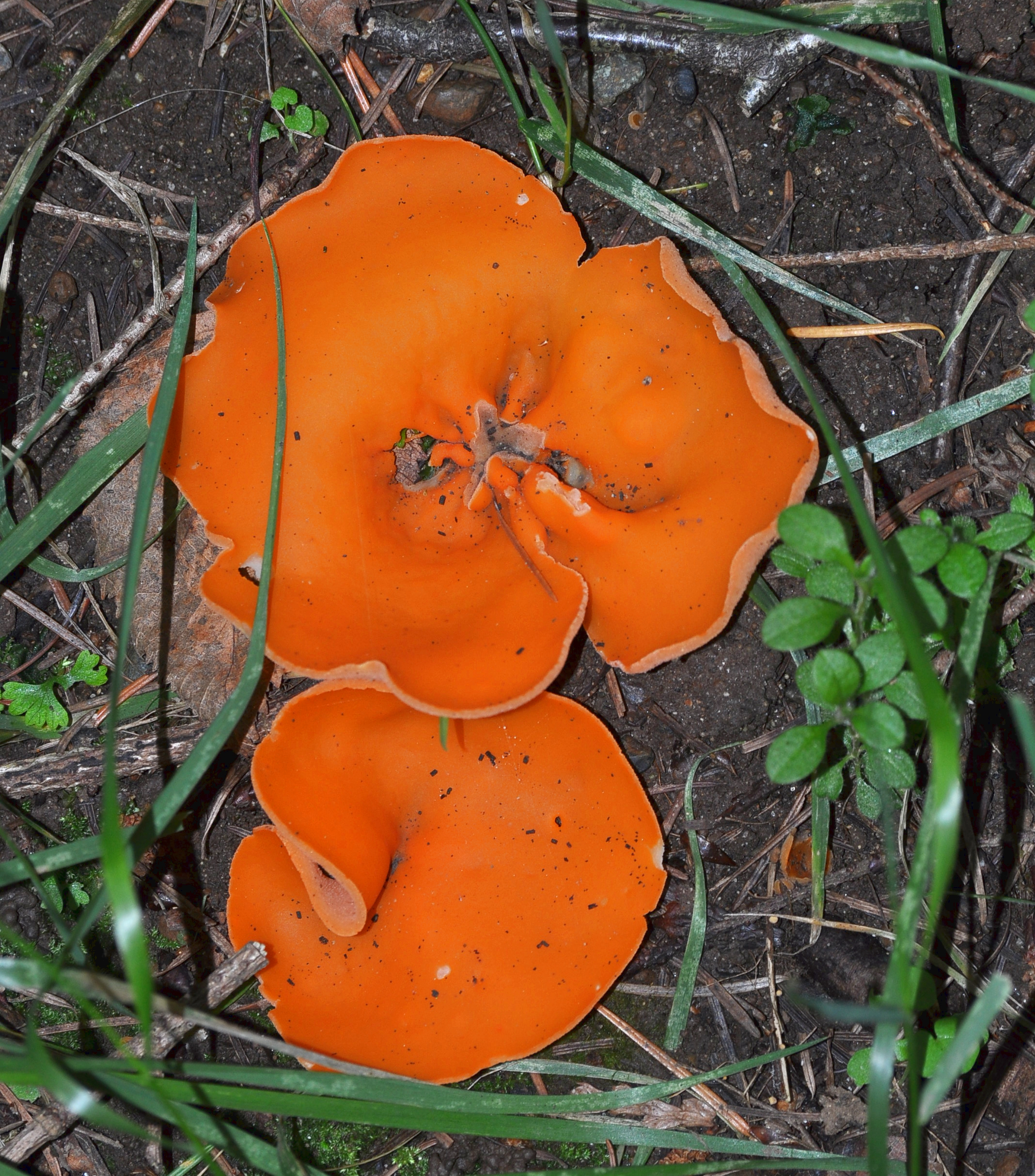
Aleuria aurantia, comme toutes les pézizes était autrefois rattachées à la classe des Discomycetes, qui n'est plus utilisée, aujourd'hui remplacée par le super-ordre des Pezizomycetes.

Les Discomycètes sont l'ancienne classe taxinomique regroupant des champignons ascomycètes en forme de soucoupe ou de coupelle (apothécie), caractérisés par la présence sur la face supérieure de l'hyménium libérant les spores à maturité, d'ascocarpes et d'hyphes ascogènes. Les asques sont cylindriques à ovoïdes.
La classification traditionnelle distingue trois groupes de Discomycètes : discomycètes inoperculés, discomycètes lecanoraléens et discomycètes operculés.
- Dans la classification d'Ainsworth et al., (1973) basée sur la morphologie des asques et de l'ascocarpe, ils sont divisés en sept ordres[3] : Medeolariales, Cyttariales, Tuberales, Pezizales, Phacidiales, Ostropales et Helotiales.

Par extension on parle de discolichens ou discolichens pour désigner tous les discomycètes lichénisés. Ce groupe est paraphylétique, il a donné naissance indépendamment aux trois autres classes du sous-embranchement Euascomycotina : les Pyrenomycetes, les Loculomycetes, et les Plectomycetes.

## Description
Cette classe regroupe tous les champignons portant des asques à l'extérieur du périthèce (souvent en forme de coupe ou d'un disque tapissé par l'hyménium sur sa face supérieure), dont des champignons au périthèce développant des formes complexes (Morille, Pezize, Helvelle). 

## Classification
Les progrès de la phylogénétique, notamment basés sur les données moléculaires, ont montré que ce groupe était paraphylétique. En conséquence, les systématiciens cladistes qui rejettent les taxons paraphylétiques les ont divisés en quatre classes holophylétiques :
- Pezizomycetes (morille par exemple) ;
- Lecanoromycetes ;
- Leotiomycètes ;
- Sordariomycetes.